# 2022 w Wojsku Polskim
Kalendarium Wojska Polskiego 2022 – wydarzenia w Wojsku Polskim w roku 2022. W tym roku Siły Zbrojne Rzeczypospolitej Polskiej kontynuowały udział w misjach poza granicami kraju w ramach:
Polskiego Kontyngentu Wojskowego w ramach Dostosowanych Środków Wzmocnienia Organizacji Traktatu Północnoatlantyckiego dla Turcji, na terytorium Turcji, wschodnim akwenie Morza Śródziemnego oraz Morzu Czarnym.
Polskiego Kontyngentu Wojskowego w operacji INHERENT RESOLVE w Republice Iraku, Jordańskim Królestwie Haszymidzkim, Państwie Katar oraz Państwie Kuwejt.
Polskiego Kontyngentu Wojskowego w Siłach Międzynarodowych w Republice Kosowa i Republice Macedonii Północnej oraz w Bośni i Hercegowinie.
Polskiego Kontyngentu Wojskowego w składzie wielonarodowej brygady sił dostosowanej Wysuniętej Obecności Organizacji Traktatu Północnoatlantyckiego w Rumunii oraz Republice Bułgarii.
Polskiego Kontyngentu Wojskowego w składzie batalionowej grupy bojowej sił wzmocnionej Wysuniętej Obecności Organizacji Traktatu Północnoatlantyckiego w Republice Łotewskiej oraz Republice Estońskiej i Republice Litewskiej.
Polskiego Kontyngentu Wojskowego w Republice Libańskiej w ramach Tymczasowych Sił Organizacji Narodów Zjednoczonych.
Polskiego Kontyngentu Wojskowego w operacji wojskowej Unii Europejskiej na Morzu Śródziemnym.
Polskiego Kontyngentu Wojskowego w szkoleniowej misji wojskowej Unii Europejskiej w Republice Środkowoafrykańskiej.

## Styczeń
1 stycznia
- W miejsce dotychczasowego Inspektoratu Uzbrojenia została powołana Agencja Uzbrojenia[9]. Na stanowisko szefa został wyznaczony płk Artur Kuptel[10].

3 stycznia
- Nowym dowódcą okrętu muzeum ORP Błyskawica został kmdr por. Paweł Ogórek. Dotychczasowy dowódca kmdr por. Jarosz dalszą służbę pełnił będzie w 3 Flotylli Okrętów[11].
- Zmiana na stanowisku dowódcy 1 Bazy Lotnictwa Transportowego w Warszawie. Płk pil. Stanisław Kondrat przekazał obowiązki płk. pil. Mirosławowi Jakubowskiemu[12].
- Dowodzenie Morską Jednostką Rakietową w Siemirowicach przejął kmdr Bogdan Tomaszycki. Dotychczasowy dowódca kmdr Przemysław Karaś dalszą służbę będzie pełnił w dowództwie 3 FOW[11].

5 stycznia
- Wyznaczony na stanowisko dowódcy 1 Brygady Logistycznej płk Witold Bartoszek przejął obowiązki od płk. Radosława Dłutkowskiego, który pełnił je czasowo od marca 2012[13]

10 stycznia
- Pułkownik Wojciech Danisiewicz został nowym dowódcą Jednostki Wojskowej Komandosów. Od maja 2021 pełnił czasowo obowiązki dowódcy tej jednostki[14].

12 stycznia
- Kmdr por. Michał Dziugan, który dowodził od 2 października 2021 Stałym Zespołem Sił Obrony Przeciwminowej NATO Grupa 1, przekazał dowodzenie estońskiemu oficerowi. Polscy marynarze zakończyli aktywny udział w misji PKW Morze Północne[15].

14 stycznia
- Zmiana na stanowisku komendanta Portu Wojennego Świnoujście. Kmdr Marek Bartkowski przekazał dowodzenie swojemu zastępcy, kmdr. Albinowi Sołtykiewiczowi, któremu powierzono czasowe pełnienie obowiązków komendanta[16].

15 stycznia
- Nowym biskupem polowym Wojska Polskiego został bp Wiesław Lechowicz, który dotychczas był biskupem pomocniczym diecezji tarnowskiej[17].

19 stycznia
- Zwierzchnik Sił Zbrojnych RP, Prezydent Andrzej Duda podpisał rozporządzenie, które zwiększa wielokrotności kwoty bazowej dla żołnierzy z 3,81 do 4,23[18].
- W Legionowie otwarto nowy szpital wojskowy, który jest filią Wojskowego Instytutu Medycznego[19].

25 stycznia
- Polska przystąpiła do struktur Eurokorpusu jako szósty kraj ramowy[20].

31 stycznia
- 5 generałów służących w strukturach Dowództwa Generalnego Rodzajów Sił Zbrojnych zakończyło służbę w Wojsku Polskim[21]:

1. gen. bryg. Andrzej Dąbrowski,
2. gen. bry. pil. Krzysztof Walczak,
3. gen. bryg. Artur Pikoń,
4. gen. bryg. Krzysztof Żabicki,
5. gen. bryg. Andrzej Przekwas.

## Luty
1 lutego
- Pułkownik pil. Tomasz Jatczak, decyzją Ministra Obrony Narodowej, wyznaczony został na stanowisko dowódcy 2 Skrzydła Lotnictwa Taktycznego[22].
- Centrum Szkolenia Wojsk Lądowych Drawsko zmienia nazwę na Centrum Szkolenia Bojowego Drawsko[23].

2 lutego
- Zmiana na stanowisku dowódcy 1 Warszawskiej Brygady Pancernej. Nowym dowódcą został płk Artur Kozłowski. Przekazujący obowiązki, gen bryg. Jarosław Górowski dalszą służbę pełnił będzie w Dowództwie Generalnym RSZ[24].

8 lutego
- Powstanie Dowództwa Komponentu Wojsk Obrony Cyberprzestrzeni. Na stanowisko dowódcy został powołany gen. bryg. Karol Molenda[25].

17 lutego
- Dowodzący 56 Bazą Lotnicza płk pil. Krzysztof Zwoliński w związku z wyznaczeniem na inne stanowisko służbowe przekazał dowodzenie jednostką płk. pil. Mateuszowi Szymańskiemu, któremu powierzono czasowe pełnienie obowiązków dowódcy[26].

## Marzec
7 marca
- Decyzją nr 31/MON Ministra Obrony Narodowej została ustanowiona odznaka pamiątkowa 6 batalionu powietrznodesantowego im. gen. dyw. Edwina Rozłubirskiego w Gliwicach[27].

18 marca
- Prezydent RP – Zwierzchnik Sił Zbrojnych podpisał Ustawę o obronie Ojczyzny[28].

29 marca
- W Dzienniku Ustaw Rzeczypospolitej Polskiej zostało opublikowane rozporządzenie Ministra Obrony Narodowej z dnia 28 marca 2022 w sprawie stawek uposażenia zasadniczego żołnierzy zawodowych[29].

30 marca
- W Dzienniku Urzędowym MON została opublikowana Decyzja Nr 45/MON w sprawie przeprowadzenia sprawdzianu sprawności fizycznej żołnierzy zawodowych w 2022 r[30].

## Kwiecień
5 kwietnia
- Minister Obrony Narodowej podpisał umowę na zakup 250 sztuk czołgów M1 Abrams w wersji SEPv3[31].

25 kwietnia
- Nowym dowódcą Jednostki Wojskowej Formoza został komandor Jan Kwiatkowski. Obowiązki przekazał mu kmdr por. Jacek Swajda, który pełnił czasowo obowiązki dowódcy[32].

29 kwietnia
- Płk pil. Mateusz Szymański wyznaczony na stanowisko dowódcy 56 Bazy Lotniczej. Od 17 lutego miał powierzone czasowe pełnienie obowiązków na tym stanowisku[33].

## Maj
17 maja
- Gen. bryg. Artur Dębczak objął obowiązki zastępcy Szefa Inspektoratu Wsparcia Sił Zbrojnych[34].

21 maja
- Rozpoczął się nabór do dobrowolnej zasadniczej służby wojskowej. Jest to nowy rodzaj służby w wojsku, który wprowadziła Ustawa o Obronie Ojczyzny[35].

25 maja
- Powołanie Michała Wiśniewskiego na stanowisko podsekretarza stanu w Ministerstwie Obrony Narodowej[36].

## Czerwiec
26 czerwca
- Szef resortu obrony, Mariusz Błaszczak podpisał umowę na dostawę nowych okrętów dla Marynarki Wojennej. Kontrakt dotyczy trzech niszczycieli min typu Kormoran II[37].

## Lipiec
1 lipca
- Zgodnie z Decyzją Ministra Obrony Narodowej nowym dowódcą 6 Brygady Powietrznodesantowej został płk Michał Strzelecki, któremu obowiązki przekazał czasowo pełniący płk Artur Wiatrowski[38].
- Minister Obrony Narodowej zatwierdził umowę na dostawę 32 wielozadaniowych śmigłowców typu AW 149 dla lotnictwa Wojsk Lądowych[39].
- Nowym dowódcą 33 Bazy Lotnictwa Transportowego został płk pil. Arkadiusz Golonka, któremu obowiązki przekazał pełniący je czasowo płk Marcin Balcerzak[40].

11 lipca
- Zmiana na stanowisku dowódcy 16 Dywizji Zmechanizowanej. Gen. dyw. Krzysztof Radomski w związku z wyznaczeniem na inne stanowisko służbowe przekazał dowodzenie gen. bryg. Wojciechowi Ziółkowskiemu, któremu powierzono czasowe pełnienie obowiązków na tym stanowisku[41].

13 lipca
- Prezydent Andrzej Duda mianował płk. Cezarego Roga – szefa Zarządu Rozpoznania i Walki Elektronicznej Dowództwa Operacyjnego RSZ – na stopień generała brygady[42].

14 lipca
- W Dzienniku Ustaw Rzeczypospolitej Polskiej zostało opublikowane rozporządzenie Ministra Obrony Narodowej z 10 lipca 2022 w sprawie stawek uposażenia zasadniczego żołnierzy zawodowych[43].
- Gen. broni Janusz Adamczak objął stanowisko dyrektora generalnego Międzynarodowego Sztabu Wojskowego Paktu Północnoatlantyckiego[44].
- Gen. broni Sławomir Wojciechowski zastąpił gen. Adamczaka na stanowisku Polskiego Przedstawiciela Wojskowego przy Komitetach Wojskowych NATO i UE[45].

22 lipca
- Decyzją Ministra Obrony Narodowej została wprowadzona flaga szefa Inspektoratu Wsparcia Sił Zbrojnych[46].

27 lipca
- Wicepremier, Minister Obrony Narodowej Mariusz Błaszczak zatwierdził kontrakty na zakupy dla Wojska Polskiego południowokoreańskich czołgów K2, armatohaubic K9 i samolotów FA-50[47].
- Samolot TS-11 Iskra zakończył służbę w Wojsku Polskim. Ostatni lot 3 samolotów odbył się w 41 Bazie Lotnictwa Szkolnego w Dęblinie[48].

## Sierpień
1 sierpnia
- Generał bryg. Cezary Róg nowym asystentem Szefa Sztabu ds. Rozpoznania w Naczelnym Dowództwie Sił Sojuszniczych w Europie[49].

5 sierpnia
- Gen. bryg. Piotr Kriese, który został wyznaczony na stanowisko Inspektora Szkolenia DG RSZ; przekazał dowodzenie 20 Brygadą Zmechanizowaną płk. Tomaszowi Biedziakowi[50].

12 sierpnia
- Dowódca 8 Bazy Lotnictwa Transportowego, płk pil. Paweł Bigos przekazał dowodzenie jednostką swojemu zastępcy płk. Grzegorzowi Kotowi[51].

15 sierpnia
- Prezydent RP, Zwierzchnik Sił Zbrojnych RP Andrzej Duda wręczył nominacje generalskie oficerom Wojska Polskiego[52]:

1. gen. dyw. Piotrowi Błazeuszowi, zastępcy Szefa Sztabu Generalnego WP na stopień generała broni,
2. gen. dyw. Grzegorzowi Gielerakowi, dyrektorowi Wojskowego Instytutu Medycznego na stopień generała broni,
3. gen. bryg. Zenonowi Brzuszko, dowódcy Wielonarodowej Dywizji Północny Wschód na stopień generała dywizji,
4. płk. Grzegorzowi Barabiedzie, dowódcy 10 Brygady Kawalerii Pancernej na stopień generała brygady,
5. płk. pil. Pawłowi Bigosowi, dowódcy 1 Bazy Lotnictwa Transportowego na stopień generała brygady,
6. płk. Piotrowi Fajkowskiemu, dowódcy 15 Giżyckiej Brygady Zmechanizowanej na stopień generała brygady,
7. płk. Hubertowi Glicy, dyrektorowi Ośrodka Monitorowania i Analiz Ministra Obrony Narodowej na stopień generała brygady,
8. płk. Arturowi Kuptelowi, szefowi Agencji Uzbrojenia na stopień generała brygady,
9. płk. Rafałowi Miernikowi, dowódcy 19 Lubelskiej Brygady Zmechanizowanej na stopień generała brygady,
10. płk. Mariuszowi Pawlukowi, dowódcy 25 Brygady Kawalerii Powietrznej na stopień generała brygady,
11. płk. Bogdanowi Pidantemu, dyrektorowi Departamentu Wojskowych Spraw Zagranicznych MON na stopień generała brygady.

16 sierpnia
- Uroczystość przekazania obowiązków na stanowisku dowódcy 1 Bazy Lotnictwa Transportowego. Dotychczasowy dowódca, płk pil. Mirosław Jakubowski przekazał je gen. bryg. pil. Pawłowi Bigosowi[53].

## Wrzesień
17 września
- Wicepremier, Minister Obrony Narodowej powołał gen. bryg. Norberta Iwanowskiego na stanowisko pełnomocnika MON ds. sformowania nowej, piątej Dywizji Zmechanizowanej[54].

## Październik
5 października
- Gen. dyw. Dariusz Parylak, dowódca 12 Dywizji Zmechanizowanej w związku z wyznaczeniem na stanowisko szefa Sztabu Dowództwa Generalnego RSZ przekazał dowodzenie „Dwunastką” gen. bryg. Szymonowi Koziatkowi[55].

28 października
- Drony Bayraktar TB2 trafiły na wyposażenie Wojska Polskiego[56].

## Listopad
4 listopada
- Nowym dyrektorem Departamentu Zwierzchnictwa nad Siłami Zbrojnymi w Biurze Bezpieczeństwa Narodowego został kmdr Jarosław Wypijewski[57].

10 listopada
- Prezydent Rzeczypospolitej Polskiej, Zwierzchnik Sił Zbrojnych RP Andrzej Duda wręczył nominacje generalskie oficerom Wojska Polskiego[58]:

1. gen. dyw. Krzysztofowi Radomskiemu, szefowi Inspektoratu Kontroli Wojskowej na stopień generała broni,
2. gen. bryg. Wojciechowi Marchwicy, szefowi sztabu Dowództwa Operacyjnego Rodzajów Sił Zbrojnych na stopień generała dywizji,
3. płk. Mariuszowi Frycowi, zastępcy dyrektora Departamentu Zwierzchnictwa nad SZ Biura Bezpieczeństwa Narodowego na stopień generała brygady,
4. płk. Marcinowi Górce, dyrektorowi Departamentu Innowacji MON na stopień generała brygady,
5. płk. Tomaszowi Jatczakowi, dowódcy 2. Skrzydła Lotnictwa Taktycznego na stopień generała brygady,
6. płk. Sławomirowi Kojło, dowódcy 3. Brygady Rakietowej Obrony Powietrznej na stopień generała brygady,
7. płk. Robertowi Kopackiemu, zastępcy dowódcy Komponentu Wojsk Specjalnych na stopień generała brygady,
8. płk. Romanowi Kopce, dowódcy 7. Brygady Obrony Wybrzeża na stopień generała brygady,
9. płk. Sławomirowi Kozickiemu, zastępcy dyrektora Departamentu Budżetowego MON na stopień generała brygady,
10. płk. Jerzemu Laskowskiemu, zastępcy dyrektora Departamentu Strategii i Planowania Obronnego MON na stopień generała brygady,
11. płk. Jarosławowi Mokrzyckiemu, dowódcy Wielonarodowej Brygady LITPOLUKRBRIG na stopień generała brygady,
12. płk. Mirosławowi Polakow, szefowi Pionu Wsparcia – zastępcy szefa Sztabu DORSZ na stopień generała brygady,
13. kmdr. Adamowi Rzeczkowskiemu, szefowi Pionu Planowania – zastępcy szefa Sztabu DORSZ na stopień generała brygady,
14. płk. Mariuszowi Skulimowskiemu, szefowi Zarządu Logistyki – P4 SG WP na stopień generała brygady,
15. płk. Krzysztofowi Zielskiemu, szefowi Zarządu Planowania Rzeczowego – P8 SG WP na stopień generała brygady,
16. kmdr. Włodzimierzowi Kułaginowi, dowódcy 8. Flotylli Obrony Wybrzeża na stopień kontradmirała,
17. kmdr. Jarosławowi Wypijewskiemu, dyrektorowi Departamentu Zwierzchnictwa nad SZ Biura Bezpieczeństwa Narodowego na stopień kontradmirała.

17 listopada
- Nowym dowódcą 17 Wielkopolskiej Brygady Zmechanizowanej został płk Sławomir Kocanowski. Dotychczasowy dowódca gen. bryg. Dariusz Kosowski został wyznaczony na nowe stanowisko służbowe w 16 Dywizji Zmechanizowanej[59].

29 listopada
- Prezydent RP Andrzej Duda mianował na stopień generała brygady dwóch oficerów Wojska Polskiego[60]:

1. płk. Piotra Płonkę, Rektora–Komendanta Akademii Wojsk Lądowych,
2. płk Przemysława Wachulaka – Rektora–Komendanta Wojskowej Akademii Technicznej.

30 listopada
- Prezydent RP Andrzej Duda mianował pułkownika Mirosława Wiklika na stopień generała brygady[61].

## Grudzień
31 grudnia
- Dowódca Wojsk Obrony Terytorialnej gen. broni Wiesław Kukuła odszedł ze stanowiska. Czasowe pełnienie obowiązków na tym stanowisku powierzono gen. bryg. Maciejowi Kliszowi, dotychczasowemu zastępcy dowódcy WOT[62].